# Simbur Naik
Simbur Naik is een bestuurslaag in het regentschap Tanjung Jabung Timur van de provincie Jambi, Indonesië. Simbur Naik telt 4280 inwoners (volkstelling 2010).